# Morani
Morani (cyr. Морани) – wieś w Serbii, w okręgu raskim, w gminie Tutin. W 2011 roku liczyła 182 mieszkańców.